# オリオン13
「オリオン13」（オリオンサーティーン）は、2007年4月18日にavex ioからリリースされた谷村新司27作目のオリジナル・アルバム。

## 解説
2002年の『半空 NAKAZORA』以来5年ぶりのオリジナル・アルバムで、オリコンチャート最高位10位を記録した。CDのみの通常盤とCD+DVDの2形態で発売。
2006年秋に発売したavex io移籍第一弾シングルJR西日本「DISCOVER WEST」キャンペーン・ソング「風の暦」、TBS系列「チューボーですよ!」のエンディングテーマ「旗を立てる」を始め、タイアップ楽曲が多く含まれている。
初回限定盤に同梱のDVDには「風の暦」のミュージック・ビデオが収録されている。
特典として「旗を立てる」「Heart in Heart」2曲のギターコード譜、「ココロ決める」と題された谷村によるライナーノーツが封入されている。

## 収録曲
全作詞・作曲：谷村新司
編曲：瀬戸谷芳治（特記以外）,妹尾武（5.7.10）,市川淳（8）,千住明（12）
1. 旗を立てる
TBS系「チューボーですよ!」エンディングテーマ
2. オリオン13
3. ミクロのテーマ
テレビ東京系「主治医が見つかる診療所」エンディングテーマ
4. イリス
テレビ東京系「開運!なんでも鑑定団」エンディングテーマ
5. わかれの詩
6. さくら
テレビ朝日系「八州廻り桑山十兵衛〜捕物控ぶらり旅」主題歌
7. ココロノジカン
テレビ東京系「田舎に泊まろう!」エンディングテーマ
8. 風の暦
JR西日本「DISCOVER WEST」キャンペーン・ソング
9. 花
東京音楽祭アジア大会テーマ・ソング
10. 睡蓮
11. Heart in Heart
テレビ朝日系「人生の楽園」エンディングテーマ
12. ココロツタエ
NHK「愛・地球博」関連放送テーマソング
13. River of life

### DVD（初回限定盤のみ）
1. 風の暦（ミュージック・ビデオ）